# Harley-Davidson: Wheels of Freedom
Harley-Davidson: Wheels of Freedom es un videojuego de carreras desarrollado por Canopy Games y G2M Games, y publicado por Infogrames en 2000.

## Jugabilidad
Sobre la base del anterior Race Across America, Harley-Davidson: Wheels of Freedom permite a los jugadores participar en varios rally de motocicletas eventos en todo el Estados Unidos. Los eventos nuevos en el juego son etapas de rally basadas en puntos de control, similares a Motocross Madness y Midnight Club, junto con una carrera de póquer modo de juego donde además de ganar la carrera en sí, el jugador debe tener la mejor mano de póquer al final de cada carrera. Al igual que con los juegos anteriores de Harley-Davidson, Wheels of Freedom emplea varias motocicletas de la compañía, modelos como el regreso de Harley-Davidson Fat Boy, junto con la adición del Softail Deuce, Dyna Wide Glide y Night Train. A diferencia de las etapas lineales punto a punto de Race Across America, Wheels of Freedom es de naturaleza abierta, con etapas y circuitos de puntos de control de mundo abierto y la posibilidad de elegir eventos a  gusto del jugador.
Otras mejoras incluyen la adición del motor de física Havok con física de muñeco de trapo y nuevas animaciones de personajes, lo que hace posible que el personaje del jugador se separe de la motocicleta al chocar con el escenario o un oponente. También se incluye la integración del servicio de emparejamiento de GameSpy, que permite a los jugadores unirse o albergar sesiones multijugador más fácilmente en comparación con el componente multijugador del juego anterior, que fue criticado por ser engorroso de usar.

## Recepción
La recepción de Wheels of Freedom fue mixta. Los revisores notaron mejoras con respecto al juego anterior, pero se quejaron de la IA del juego y los problemas técnicos. El componente multijugador también se puso en duda, principalmente debido a la escasez de jugadores a pesar de su uso de un servicio de emparejamiento y opciones limitadas.
Stephen Poole de GameSpot dijo: "Si estás buscando carreras de motocicletas de alto rendimiento en la PC, aprovecharás esta en muy poco tiempo". Le otorgaron al juego una puntuación de 5.3 (mediocre). En una revisión similarmente mixta, Vincent Lopez de IGN notó las mejoras gráficas con respecto al juego anterior, su estructura abierta y la inclusión de GameSpy Arcade, pero criticó su IA errática y dificultad fácil, diciendo "Si, quizás, disfrutas gastando tu dinero en cosas de valor, como por ejemplo... bueno, cualquier otro juego en el mercado, entonces probablemente deberías tomar los veinte dólares y comprarte Superbike 2001, o al menos algo un poco más valioso".
Una revisión más positiva provino de Shawn Snider de GamingExcellence, quien lo consideró "un gran paso adelante con respecto a su predecesor", pero notó la dificultad fácil del juego y el manejo deficiente del vehículo.